# Eulers polyedersætning
Eulers polyedersætning angiver en simpel sammenhæng mellem antallet af sideflader (s), kanter (k) og hjørner (h) for et vilkårligt konvekst polyeder:
{\displaystyle s+h=k+2} eller {\displaystyle h-k+s=2}
Sætningen blev fundet og bevist af Euler. Første stringente bevis skyldes dog Cauchy. En serie mere eller mindre korrekte beviser for sætningen blev brugt af Lakatos i hans indflydelsesrige bog Beviser og gendrivelser som eksempel på hvordan matematikkens udvikling ifølge ham finder sted.

## Generalisation
Begrebet Euler-karakteristik er en generalisation af sætningen.